# LeGarrette Blount
LeGarrette Montez Blount (5 de diciembre de 1986 (38 años) es un jugador profesional de fútbol americano en el puesto de running back (corredor) nacido en Perry, Florida. Juega para los Detroit lions. Firmó como agente libre para los Tennessee Titans en el 2010. También formó parte de los Tampa Bay Buccaneers, Pittsburgh Steelers, New England Patriots y Philadelphia Eagles.
Blount corrió más de 1.000 yardas en cada una de sus dos temporadas como colegial. Estuvo en el programa de fútbol de los Oregon Ducks para la temporada de 2008. Ese mismo año corrió 1.000 yardas e impuso un récord de su escuela de 17 touchdowns (anotaciones). 
Después del partido inaugural de la temporada 2009, Blount fue suspendido por golpear a un oponente y agredir a los seguidores después de perder el juego inaugural transmitido por la televisión nacional. A pesar de suspenderle toda la temporada debido a su encuentro con los criterios específicos establecidos por el personal de fútbol, fue reincorporado después de que el equipo perdiera 8 partidos.

## Primeros años y carrera en Secundaria
Blount nació el 5 de diciembre de 1986 en Madison (Florida). Sus padres fueron Gary y Barbara Blount. Tiene un hermano y una hermana. Asistió a Taylor County High School en Perry (Florida), donde fue toda una estrella en fútbol americano y en pista. En high school football, fue primer equipo en sus cuatro años y tres veces alcanzó 1.000 yardas corriendo. Blount fue el primero en alcanzar las mil yardas el segundo año e igualó la marca el siguiente año, a pesar de jugar con una lesión casi toda la temporada. Logró ser el segundo equipo con honores de todo el estado en su último año. En pista de athletismo, Blount compitió en eventos como el de 100 metros lisos (11,34 s), salto de longitud (22-1 or 6,75m) y lanzamiento de peso (53-2 or 16,22m). Fue también miembro del equipo de 4 × 100 m.

### Reclutamiento
Considerado sólo como un recluta de dos estrellas por Rivals.com y Scout.com, Blount no fue considerado uno de los mejores corredores de la nación en 2005. Reclutado después de secundaria, asistió al campo de la Universidad de Auburn pero no le ofrecieron ninguna beca deportiva. No obstante, intentó ir a la universidad de Auburn, pero no acreditó la calificación académica, por lo que fue a un colegio universitario.

## Carrera Colegial

### East Mississippi Community College
En el colegio universitario East Mississipi en Scooba, Misisipi, Blount corrió para más de 1.000 yardas en cada una de sus dos temporadas, acumulando 367 acarreos para 2.292 yardas y 18 touchdowns por carrera. Entre sus aspectos destacados tuvo una actuación de 273 yardas y tres anotaciones en la victoria sobre el colegio universitario Northeast Mississippi durante su año de novato; Lideró a East Mississippi al obtener 1.106 yardas por tierra muy temprano en octubre de 2006. Blount fue clasificado como número uno para su año de júnior por The Clarion-Ledger y recibió el honor de ser Junior College All-American.
Para el final de su segundo año, Blount se convirtió en uno de los mejores jugadores del rango. Fue nombrado de los mejores corredores de la nación y el número 12 general en el Junior College Top 100 de Rivals.com. Blount fue reclutado por varias escuelas de alto prestigio, incluyendo Florida State, Ole Miss, y West Virginia. Se comprometió con la Universidad de Oregón en diciembre de 2007. Los entrenadores de Oregón decían que Blount les recordaba a Reuben Droughns.

### Oregon Ducks

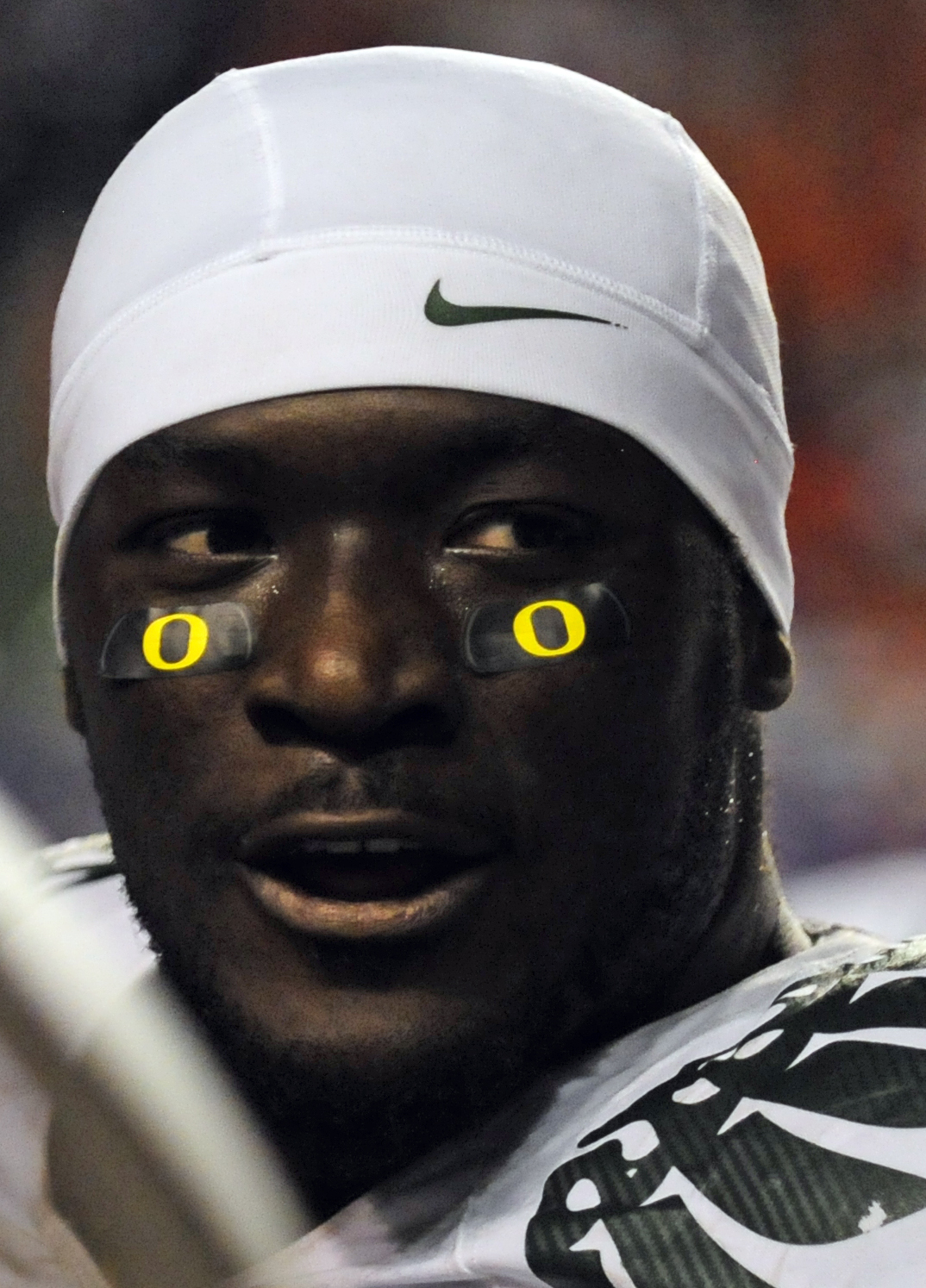
Blount en la jornada inaugural de la temporada 2009 en Boise State

Blount entró en su tercer año con los Oregon Ducks compartiendo el papel de corredor con el veterano Jeremiah Johnson. Los dos corredores vivieron juntos, y Johnson aconsejaba a Blount en su primera temporada en Oregón. Para Blount fue la primera temporada en compartir tiempo de juego con otro corredor, su reacción fue muy extraña. Los dos corredores aportaron cada uno cerca de 100 yardas y tres touchdowns, en la victoria de 63–14 sobre Washington State Cougars, y otra vez los dos corredores con un buen desempeño en la victoria contra Oregon State Beavers. Pero Blount tuvo un pésimo desempeño en los juegos contra USC y Cal. En general, Blount anotó 17 touchdowns, logrando un récord para la escuela en una misma temporada, y 1.002 yardas. Blount y Johnson se convirtieron en el único dúo en la historia del equipo en alcanzar 1.000 yardas en una misma temporada; Johnson lideró el equipo con 1.201 yardas.
Se enfrentó en varias ocasiones en la temporada con su entrenador en jefe Mike Bellotti, ganando una suspensión y perdiéndose el partido contra los Cal Golden Bears por "no seguir las reglas del equipo."
Después de acabar la temporada, se perdió una serie de entrenamientos. Bellotti lo suspendió indefinidamente el 10 de febrero por "incumplimiento del equipo."
Blount respondió bastante bien a la suspensión, mejorando en su rendimiento académico y deportivo. Fue reincorporado por el nuevo entrenador en jefe Chip Kelly en marzo. No asistió a todas las prácticas de la pretemporada, pero fue elogiado por sus compañeros de equipo por su mejora de actitud. Blount regresó al campamento de entrenamientos en mejor forma física que en el 2008. Con 110 kg, estaba un poco por encima de su peso óptimo pero estaba adelgazando y tenía un objetivo de 2000 yardas por temporada. Blount estaba nominado para el Premio Walter y el Premio Doak Walker en la temporada 2009.

#### Incidente en Boise State
- Wikinoticias tiene noticias relacionadas con LeGarrette Blount.

Los Ducks abrieron su temporada 2009 perdiendo 19–8 contra Boise State Broncos. Blount acabó el partido con un promedio de yardas negativas (−8). Fue entrevistado por la revista Sports Illustrated y le preguntaron sobre los golpes excesivos en el 2008 en el juego contra Boise State. Dijo que "les daría una paliza" debido a la forma en la que Boise State venció a Oregon Ducks en Eugene. "En el juego de 2008 el quarterback de Oregón Jeremiah Masoli fue forzado a salir del partido después de recibir un golpe con el casco en la barbilla en un golpe tardío del defensor de Boise State. Oregón perdió ese juego, pero los golpes al final fueron el tema de discusión ya que los equipos estaban preparados para abrir la temporada uno contra otro. Justo después de que el partido terminara, el jugador defensivo de Boise State, Byron Hout se acercó a Blount mientras se daban la mano y le dijo "¿Qué tal la paliza?" Blount golpeó a Hout, tirándolo al suelo.  Blount después golpeó a Garrett Embry, quien estaba tratando de detenerlo.
Como fue escoltado a los vestidores, Blount enfrentó a los fanáticos de Boise State que se estaban burlando de él después de ver la repetición. Blount dijo que un fan de Boise State le arrojó una silla y que otro le pegó. Dos policías y el entrenador asistente de Oregón Scott Frost lo escoltaron y lo sacaron del campo. Video of the incident spread rapidly on the Internet.
Blount se disculpó después de lo que pasó y dijo "Yo sólo quiero pedir disculpas a todos los que estaban viendo esto — ESPN, national TV — Sólo quiero que me perdonen todos los seguidores de Oregon y de Boise. Es algo que simplemente no haría, pero perdí la cabeza y no pensé que llegaría tan lejos."
Suspensión
Entrenador de Oregón Chip Kelly suspendió a Blount para el resto de la temporada 2009. De acuerdo con la Associated Press, "El viernes Kelly comunicó a Blount su decisión: Ese golpe le costaría Blount la temporada, y en última instancia su carrera con los Ducks". Según palabras de Kelly, "él entiende que sus acciones son inaceptables. No vamos a tolerar... eso."." Sin embargo, Blount no fue despedido del equipo, y se le permitiría asistir a los entrenamientos y conservar su beca.
Chip Kelly lo consultó con funcionarios de Oregón antes de la suspensión. Después el Pac-10 aceptó la suspensión. Kelly declaró que él hizo su juicio basado en todo el evento y no se había teorizado cómo habría cambiado si se hubieran producido sólo ciertas partes del incidente.
Tras el anuncio de la pena de Blount, un número de periodistas deportivos y analistas se preguntaban si la suspensión para toda la temporada fue excesiva. escribió el analista Tom Dienhart: "Pero, ¿el castigo de Blount (prohibición de jugar el resto de la temporada) se ajusta al crimen? Blount debería haber sido enviado a la banca de tres a cinco partidos, dándole un descanso para estar en un lugar emocional después de haber sido provocado por Hout."
Blount llama a Hout y a Petersen a disculparse el 5 de septiembre. Kelly también participó en las llamadas. Hout no fue suspendido por su burla, aunque Petersen dijo que sí recibió una sanción disciplinaria. Petersen aceptó la disculpa sincera, y expresó el deseo de que Blount fuera capaz de seguir jugando al fútbol, y que muchas partes deberían aprender de la experiencia.
A Blount se le dio la oportunidad de continuar entrenando con el equipo, pero no estaba en la primera sesión de entrenamiento, debido a las obligaciones no especificadas. Sin embargo, Blount estaba en el banquillo en el entrenamiento del día siguiente y comenzó la práctica con el equipo de exploración a la semana siguiente.
Reincorporación
El 1 de octubre se publicó una carta de disculpa de Blount en el periódico de la escuela de Oregón el "diario Esmeralda de Oregón." Ese día, el Departamento Atlético de Oregón emitió un comunicado indicando que se estaba considerando reincorporar a Blount en el equipo. Al día siguiente, el entrenador en jefe de Chip Kelly anunció que si Blount cumple ciertas pautas, podría regresar para el partido del 7 de noviembre contra el Stanford Cardinals. El comisionado de Pac-10, Larry Scott, respondió que la conferencia sólo tenía el poder para restablecer Blount y tomaría la apelación de Oregón en consideración si es que ocurrió.
Blount no se reincorporó a tiempo para el partido de Stanford, pero dos días después de los Ducks perdieran contra Stanford, los Ducks socicitaron la reincorporación de Blount para el partido contra el estado de Arizona del 14 de noviembre. El Pac-10 lo aprobó. Blount realizó una declaración de agradecimiento a Kelly para mostrar que él "se preocupa lo suficiente para ofrecerme esta segunda oportunidad" y que estaba en manos de Blount "demostrar a la gente que sus impresiones duraderas sobre mí no son lo que vieron en Boise." Blount estaba listo para los juegos del Estado de Arizona, pero como su sustituto LaMichael James estaba jugando tan bien, Blount no jugó en esos partidos.
En su último partido de la temporada, la guerra civil contra su rival del estado de Oregón, los Ducks perdían por 9 puntos en el tercer cuarto. Blount entró en el partido por James y varias jugadas más tarde, anotó en un acarreo de 12 yardas para llevar a los Ducks 2 puntos por delante. Blount terminó corriendo 51 yardas en el partido y los Ducks ganarían el partido 37-33 y subieron un puesto en el Rose Bowl de 2010 en contra del Estado de Ohio .

### Estadísticas de la universidad
| Fecha   | Adversario       | Intentos | Yds  | TD | Prom | Rec | Yds | TD | Prom | Yds  | TD |
| ------- | ---------------- | -------- | ---- | -- | ---- | --- | --- | -- | ---- | ---- | -- |
| Aug. 30 | Washington       | 4        | 21   | 0  | 5.3  | 0   | 0   | 0  | 0.0  | 21   | 0  |
| Sep. 6  | Utah State       | 18       | 132  | 2  | 7.3  | 0   | 0   | 0  | 0.0  | 132  | 2  |
| Sep. 13 | Purdue           | 11       | 131  | 2  | 11.9 | 0   | 0   | 0  | 0.0  | 131  | 2  |
| Sep. 20 | Boise State      | 18       | 99   | 1  | 5.5  | 0   | 0   | 0  | 0.0  | 99   | 1  |
| Sep. 27 | Washington State | 15       | 98   | 3  | 6.5  | 0   | 0   | 0  | 0.0  | 98   | 3  |
| Oct. 4  | USC              | 9        | 0    | 0  | 0.0  | 0   | 0   | 0  | 0.0  | 0    | 0  |
| Oct. 11 | UCLA             | 7        | 111  | 2  | 15.9 | 1   | 0   | 0  | 0.0  | 111  | 2  |
| Oct. 25 | Arizona State    | 8        | 58   | 2  | 7.3  | 1   | 2   | 0  | 2.0  | 60   | 2  |
| Nov. 1  | California       | 4        | 1    | 0  | 0.3  | 0   | 0   | 0  | 0.0  | 1    | 0  |
| Nov. 8  | Stanford         | 10       | 90   | 2  | 9.0  | 0   | 0   | 0  | 0.0  | 90   | 2  |
| Nov. 15 | Arizona          | 9        | 75   | 1  | 8.3  | 0   | 0   | 0  | 0.0  | 75   | 1  |
| Nov. 29 | Oregon State     | 17       | 112  | 1  | 6.6  | 0   | 0   | 0  | 0.0  | 112  | 1  |
| Dec. 30 | Oklahoma State   | 7        | 74   | 1  | 10.6 | 0   | 0   | 0  | 0.0  | 74   | 1  |
| TOTALES | TOTALES          | 137      | 1002 | 17 | 7.3  | 2   | 2   | 0  | 1.0  | 1004 | 17 |

| Fecha                               | Adversario     | Int | Yds | TD | Prom | Rec | Yds | TD | Prom | Yds | TD |
| ----------------------------------- | -------------- | --- | --- | -- | ---- | --- | --- | -- | ---- | --- | -- |
| Sept. 3                             | Boise State    | 8   | −5  | 0  | −0.6 | 2   | 13  | 0  | 6.5  | 13  | 0  |
| suspendido hasta el 14 de noviembre |                |     |     |    |      |     |     |    |      |     |    |
| Nov. 14                             | Arizona State  | 0   | 0   | 0  | 0.0  | 0   | 0   | 0  | 0.0  | 0   | 0  |
| Nov. 21                             | Arizona        | 0   | 0   | 0  | 0.0  | 0   | 0   | 0  | 0.0  | 0   | 0  |
| Dec. 3                              | Oregon State   | 9   | 51  | 1  | 5.7  | 0   | 0   | 0  | 0.0  | 51  | 1  |
| TOTALS                              | TOTALS         | 17  | 46  | 1  | 2.7  | 2   | 0   | 0  | 6.5  | 64  | 1  |
| Jan. 1, 2010                        | 2010 Rose Bowl | 5   | 36  | 1  | 7.2  | 0   | 0   | 0  | 0.0  | 36  | 0  |

## Professional career

### Titanes de Tennessee
Blount no fue elegido en el draft del 2010, primero tuvo acuerdos para ser agente libre con los San Francisco 49ers , sin embargo se reunió con el equipo de Tennessee Titans y hablo con el entrenador en jefe Jeff Fisher. Blount decidió firmar como agente libre con los Titanes. En agosto del 2010, Blount se vio involucrado nuevamente en un incidente donde se peleó con su compañero de equipo, el defensa Eric Bakhtiari. La jugada ya había terminado con algunos empujones y jalones cuando Blount lanzó un golpe directo a la cara de Bakhtiari.
Blount rápidamente habló con el entrenador en jefe Jeff Fisher antes de abandonar el campo y dijo "Él se disculpó y le dije que no tenía que disculparse". Fisher le dijo "Es fútbol y es un entrenamiento". "Su pasado es su pasado". "Es el primer golpe que ve en este campo este año?". "No, no estoy decepcionado en lo absoluto, tengo gran confianza en el muchacho espero que aprenda de sus errores, él es muy competitivo. Es por eso que lo contraté para que corra el balón de esa forma" Eso fue lo que Fisher dijo al respecto. Blount fue puesto en el lugar 53 del equipo de los Titanes. Después Blount fue cortado para dejar sitio a los veteranos Tim Shaw (Chicago Bears) y Patrick Bailey (Pittsburgh Steelers).

### Bucaneros de Tampa Bay
El 6 de septiembre de 2010, Blount fue reclamado por los Bucaneros de Tampa Bay. Jugó su primer partido de la temporada regular de la NFL con una derrota en casa por 38-13 contra los Pittsburgh Steelers, realizando 27 yardas en seis acarreos y anotando un touchdown.
El 31 de octubre de 2010, Blount grabó su juego de evasión como bucanero de Tampa Bay. Acumuló 120 yardas por tierra y 2 touchdowns en 22 acarreos, y 9 yardas en la victoria por 38-35 de los Buccaneers contra los Arizona Cardinals. Al final de su temporada de novato, Blount había jugado en 13 partidos y acumuló 1.007 yardas por tierra, que era la mayor cantidad para un novato en la temporada 2010 de la NFL. Blount se convirtió en el segundo seleccionado en el draft al corredor en la historia de la NFL por acumular 1.000 yardas en su año de novato (Dominic Rhodes fue el primero).
Blount comenzó la temporada 2011 con sólo 5 acarreos para 15 yardas contra los Leones de Detroit. La siguiente semana, Blount restableció su fuerte capacidad de funcionamiento con 13 acarreos para 71 yardas y dos touchdowns contra los Vikingos de Minnesota. Esto incluye el touchdown de la victoria a 30 segundos de finalizar el partido. En la quinta semana en un partido con los 49ers, Blount se lesionó la rodilla después de acumular sólo 15 yardas por tierra y se vio obligado a perderse las semanas 6 y 7. Blount en última instancia, volvería para el enfrentamiento con los Santos de Nueva Orleans. El 20 de noviembre de 2011, Blount se liberó de ocho de los placadores de Green Bay Packers y anotó un touchdown de 54 yardas.

### New England Patriots
El 27 de abril del 2013, Blount se fue a los New England Patriots por Jeff Demps en una séptima ronda de selección (229th general) en el NFL Draft del 2013.
El 29 de diciembre del 2013 Blount llevó a los Patriots a descansar el primer partido de postemporada por ganar a Buffalo Bills, corriendo 189 yardas en 24 ocasiones y dos touchdowns. También dio 2 patadas acumulando 145 yardas con un regreso de 28 yardas. Blount estableció un récord de la franquicia con 334 yardas en un partido. Su excelente actuación le valió para ser el jugador de la semana.

### Pittsburgh Steelers
El 28 de marzo del 2014, Blount firmó por dos años con los Pittsburgh Steelers. El 20 de agosto de 2014, Blount y su compañero corredor Le'Veon Bell fueron arrestados por posesión de marihuana. El 17 de noviembre de 2014, Blount abandonó el juego contra los Titanes. Blount fue expulsado de los Steelers por su comportamiento y sus acciones. Blount terminó su corto periodo en los Steelers acumulando 266 yardas y dos touchdowns.

### Segunda temporada con los Patriotas
EL 20 de noviembre de 2014, después de quedar libre por los Steelers, Blount firmó por dos años con los Patriotas.
El primer juego de Blount con los Patriotas de Nueva Inglaterra terminó con 12 acarreos para 78 yardas y 2 touchdowns. En su segunda temporada con los Patriotas, Blount corrió 60 veces para 281 yardas y tres touchdowns.
Aunque tuvo un juego muy discreto en la ronda divisional de la postemporada contra los cuervos de Baltimore, Blount se desquitó contra los Colts de Indianápolis en el juego de campeonato de la AFC con 30 acarreos para 148 yardas y 3 anotaciones. Con esa actuación Blount se convirtió en el líder de la franquicia de los Patriotas de Nueva Inglaterra con 7 touchdown por tierra en la postemporada. En el Super Bowl XLIX Blount corrió 14 veces para 40 yardas en la victoria contra los halcones marinos de Seattle 28-24.

## Estadísticas en su carrera

### Corriendo
| Año   | Equipo | Juegos jugados | Acarreos | Yarda | Promedio | Más largo | Touchdowns | Primero y Diez | Balones sueltos | Balones sueltos perdidos |
| ----- | ------ | -------------- | -------- | ----- | -------- | --------- | ---------- | -------------- | --------------- | ------------------------ |
| 2010  | TB     | 13             | 201      | 1,007 | 5.0      | 53        | 6          | 38             | 3               | 2                        |
| 2011  | TB     | 14             | 184      | 781   | 4.2      | 54        | 5          | 32             | 3               | 2                        |
| 2012  | TB     | 13             | 41       | 151   | 3.7      | 35        | 2          | 7              | 0               | 0                        |
| 2013  | NE     | 16             | 153      | 772   | 5.0      | 47        | 7          | 35             | 3               | 2                        |
| 2014  | PIT    | 11             | 65       | 266   | 4.1      | 50        | 2          | 16             | 1               | 1                        |
| 2014  | NE     | 5              | 60       | 281   | 4.7      | 34        | 3          | 14             | 0               | 0                        |
| Total | Total  | 72             | 704      | 3,258 | 4.6      | 54        | 25         | 142            | 10              | 7                        |

### Recepciones
| Año   | Equipo | Juegos jugados | Recepciones | Buscado | Yardas | Promedio | Más largo | Touchdowns | Primero y diez | Balones sueltos | Balones sueltos perdidos |
| ----- | ------ | -------------- | ----------- | ------- | ------ | -------- | --------- | ---------- | -------------- | --------------- | ------------------------ |
| 2010  | TB     | 13             | 5           | 7       | 14     | 2.8      | 7         | 0          | 0              | 1               | 1                        |
| 2011  | TB     | 14             | 15          | 25      | 148    | 9.9      | 35        | 0          | 6              | 2               | 1                        |
| 2012  | TB     | 13             | 1           | 2       | 2      | 2.0      | 0         | 0          | 0              | 0               | 0                        |
| 2013  | NE     | 16             | 2           | 5       | 38     | 19.0     | 32        | 0          | 1              | 0               | 0                        |
| 2014  | PIT    | 11             | 6           | 8       | 36     | 6.0      | 13        | 0          | 3              | 0               | 0                        |
| 2014  | NE     | 1              | 0           | 0       | 0      | -        | 0         | 0          | 0              | 0               | 0                        |
| Total | Total  | 68             | 29          | 47      | 238    | 8.2      | 35        | 0          | 10             | 3               | 2                        |